# Сицилийское землетрясение
Сицилийское землетрясение 1693 года или Большое Сицилийское — одно из крупнейших землетрясений в истории Сицилии.
Землетрясение произошло 11 января 1693 года при извержении Этны и повлекло разрушения в Южной Италии, на Сицилии и Мальте. Погибло от 65 до 100 тысяч человек. Наиболее пострадала юго-восточная Сицилия. Именно в районе Валь-ди-Ното, практически полностью разрушенном, родился новый архитектурный стиль позднего барокко, известный как «сицилийское барокко». В этом стиле построено множество зданий на Сицилии, объекты в 8 городах юго-востока острова включены во Всемирное наследие ЮНЕСКО.